# Veude (Vienne)
Die Veude ist ein Nebenfluss der Vienne, der die Regionen Nouvelle-Aquitaine und Centre-Val de Loire von Frankreich durchläuft.
Im Département Indre-et-Loire mündet – wie sie – eine merklich kleinere Veude in die Indre.

## Verlauf
Sie entspringt im Gemeindegebiet von Thuré, entwässert generell in Richtung Nord bis Nordwest, erreicht den Regionalen Naturpark Loire-Anjou-Touraine und mündet nach rund 42 Kilometern bei Rivière von links in die Vienne. Auf ihrem Weg durchquert die Veude die Départements Vienne und Indre-et-Loire.

## Orte am Fluss
- Saint-Gervais-les-Trois-Clochers
- Jaulnay
- Richelieu
- Chaveignes
- Champigny-sur-Veude
- Rivière

## Sehenswürdigkeiten
- Stadt Richelieu: Im 17. Jahrhundert im Auftrag von Kardinal Richelieu erbaute ummauerte Stadt mit rechteckigem, völlig symmetrischem Grundriss
- Schloss Champigny in Champigny-sur-Veude